# Lijst van voetbalinterlands Antigua en Barbuda - Saint Vincent en de Grenadines (vrouwen)
Deze lijst van voetbalinterlands is een overzicht van alle officiële voetbalinterlands tussen de nationale vrouwenteams van Antigua en Barbuda en Saint Vincent en de Grenadines. De landen hebben tot nu toe vier keer tegen elkaar gespeeld.

## Wedstrijden
| № | Plaats       | Datum       | Competitie                                | Wedstrijd                                           | Uitslag |
| - | ------------ | ----------- | ----------------------------------------- | --------------------------------------------------- | ------- |
| 1 | Saint John's | 25 mei 2006 | Vriendschappelijk                         | Antigua en Barbuda − Saint Vincent en de Grenadines | 2 − 0   |
| 2 | Saint John's | 26 mei 2006 | Vriendschappelijk                         | Antigua en Barbuda − Saint Vincent en de Grenadines | 3 − 1   |
| 3 | Saint John's | 27 mei 2014 | Caribbean Cup 2014 kwalificatie           | Antigua en Barbuda − Saint Vincent en de Grenadines | 1 − 0   |
| 4 | Saint John's | 23 mei 2018 | CONCACAF W Championship 2018 kwalificatie | Antigua en Barbuda − Saint Vincent en de Grenadines | 1 − 0   |

## Samenvatting
| Competitie                           | Totaal gespeeld | Winst Antigua en Barbuda | Gelijk | Winst Saint Vincent en de Grenadines | Doelsaldo Antigua en Barbuda – Saint Vincent en de Grenadines |
| ------------------------------------ | --------------- | ------------------------ | ------ | ------------------------------------ | ------------------------------------------------------------- |
| CONCACAF W Championship kwalificatie | 1               | 1                        | 0      | 0                                    | 1 − 0                                                         |
| Caribbean Cup kwalificatie           | 1               | 1                        | 0      | 0                                    | 1 − 0                                                         |
| Vriendschappelijk                    | 2               | 2                        | 0      | 0                                    | 5 − 1                                                         |
| Totaal                               | 4               | 4                        | 0      | 0                                    | 7 − 1                                                         |